# Странното завръщане на Диана Саласар (теленовела, 2024)
Странното завръщане на Диана Саласар (на испански: El extraño retorno de Diana Salazar) е мексиканска теленовела, режисирана от Луис Мансо, Павел Васкес и Карлос Сантос и продуцирана от W Studios за ТелевисаУнивисион през 2024-2025 г. Версията, написана от Естер Фелдман и Марисел Йоберас, е базирана на едноименната мексиканска теленовела от 1988 г., създадена от Марио Крус.
В главните роли са Анжелик Бойер, Себастиан Рули, Арап Бетке и Касандра Санчес Наваро.

## Сюжет
Историята представя забранената любов между двама души, които се срещат отново във времето. Диана, която има необичайна съдба, се сблъсква с мистерии в живота си, които се противопоставят на логиката. С изненадващи сили и скрити врагове, търсенето ѝ на истината ще разкрие тайни от предишния живот, като в същото време открива любовта за първи път в двама напълно противоположни мъже – Марио и Хоакин. Тя трябва да направи избор между страстта и лоялността. Възможно ли е обаче истинската любов да разруши проклятието, което я преследва?

## Актьори
- Анжелик Бойер – Диана Саласар / Леонор де Сантяго
- Себастиан Рули – Марио Виляреал / Едуардо де Карвахал
- Арап Бетке – Хоакин Нуниес / Лукас де Тревиньо
- Касандра Санчес Наваро – Ирене Вайехо / Инес Бетанкур
- Лорена Граниевич – Малена
  - Фара Кардел – Малена (дете)
- Ерик Чапа – Гаел
- Серхио Мур – Гонсало
- Рубен Санс – Родриго
- Едуардо Виктория – Густаво
- Паола Тойос – Ана
- Серхио Хурадо – Майол
- Иван Тамайо – Сан Телмо
- Аксел Алкантара – Роландо
- Лорена Севиля – Кралицата
- Памела Реул – Габи
- Тереса Пераги – Мариана
- Амед Гарсия – Хавиер
- Паола Дивес – Фабиола
- Серхио Рейносо – Емилиано
  - Пако Росадо – Емилиано (млад)
- Ванеса Саба – Аурелия
- Енри Сака – Оталора
- Яел Алборес – Ракел
- Моника Дионе – Делфина
  - Росио Де Сантяго – Делфина (млада)
- Емое де ла Пара – Сестра Беатрис
- Лаура Вигнати – Офелия

## Премиера
Премиерата на първия сезон на „Странното завръщане на Диана Саласар“ е на 17 май 2024 г. по стрийминг платформата Vix. Вторият сезон е достъпен на 17 януари 2025 г., а третият – от 11 април 2025 г.

## Продукция

### Разработване
На 17 май 2023 г. сериалът е обявен чрез предварителното събитие на ТелевисаУнивисион за програмното съдържание на сезон 2023–2024. През юли 2023 г. се провежда първото четене на сценария с актьорския състав. Снимките на теленовелата започват на 17 август 2023 г. и приключват на 16 декември същата година.

### Избор на актьорския състав
През май 2023 г. Анжелик Бойер и Себастиан Рули са избрани за главните роли. През юли 2023 г. е обявено присъединяването на Арап Бетке и Касандра Санчес Наваро към актьорския състав. През август 2023 г. останалата част от актьорския състав е потвърдена чрез прессъобщение.

## Версии
- Странното завръщане на Диана Саласар (1988), мексиканска теленовела, създадена от Марио Крус и режисирана и продуцирана от Карлос Тейес за Телевиса, с участието на Лусия Мендес и Хорхе Мартинес.

## В България
Премиерата на първия сезон на теленовелата в България е на 24 май 2025 г. по Би Ти Ви Стори,. като последният епизод е излъчен на 1 юни 2025 г. Ролите се озвучават от Мариана Жикич, Василка Сугарева (еп. 1–6), Татяна Захова (еп. 7–8), Христо Чешмеджиев, Васил Бинев. Преводач е Силвия Вълкова, тонрежисьор е Венелин Николов, а режисьор на дублажа е Веселина Стоилова. Обработката е на студио „Ви Ем Ес“.